# VZ Cancri
VZ Cancri är en ensam stjärna i södra delen av stjärnbilden Kräftan. Den har en skenbar magnitud som varierar från 7,18 till 7,91 och kräver åtminstone en stark handkikare eller ett mindre teleskop för att kunna observeras. Baserat på parallax enligt Gaia Data Release 3 på ca 4,5 mas, beräknas den befinna sig på ett avstånd på ca 724 ljusår (ca 222 parsek) från solen. Den rör sig bort från solen med en heliocentrisk radialhastighet på ca 25 km/s.

## Egenskaper
VZ Cancri är en gul till vit jättestjärna av spektralklass F2 III. Den har en massa som är ca 1,6 solmassa, en radie som är ca 2,9 solradier och har ca 16 gånger solens utstrålning av energi från dess fotosfär vid en effektiv temperatur av ca 6 900 K.

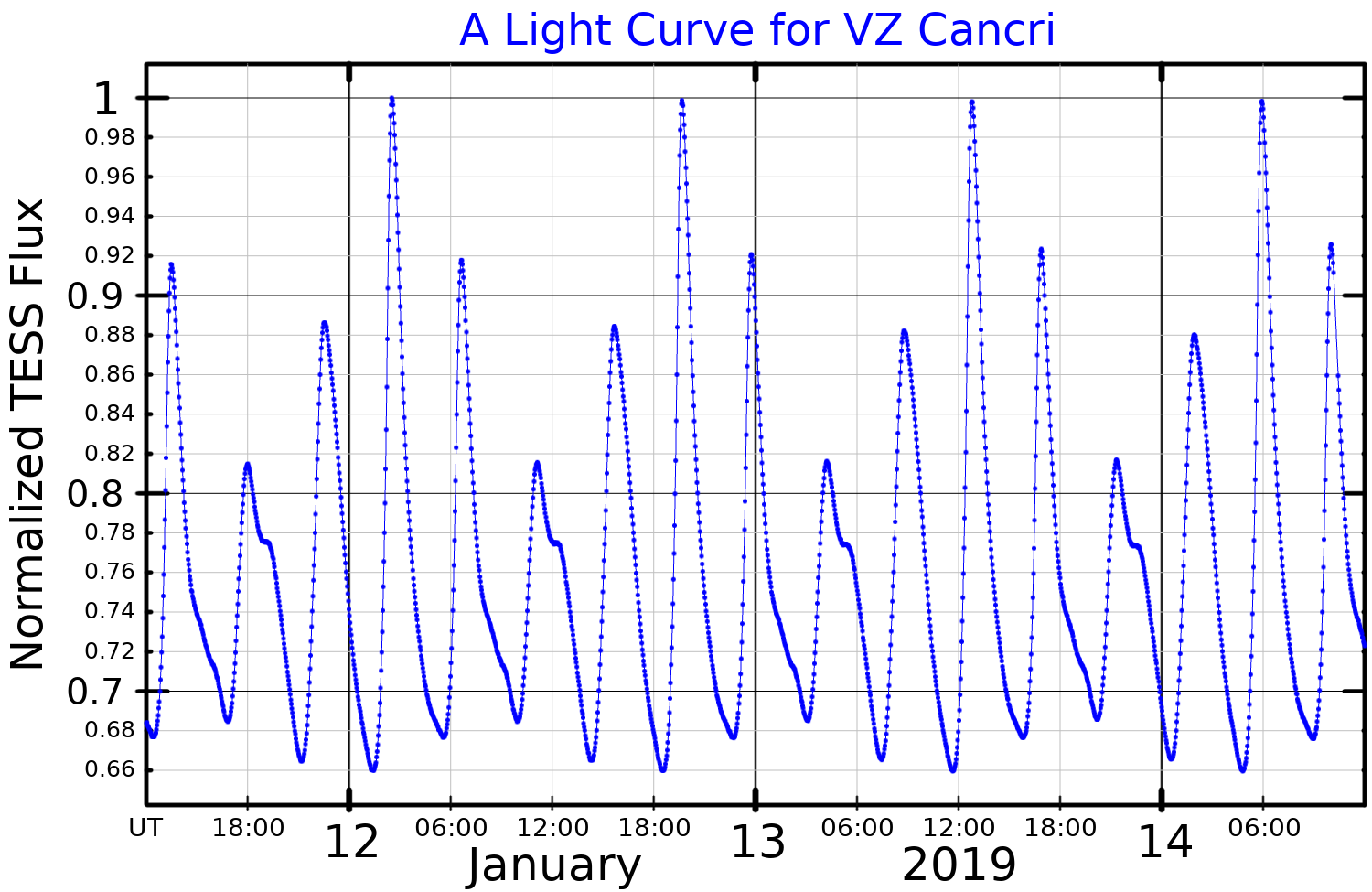
Ljuskurva för VZ Cancri, plottad från TESS-data.

VZ Cancri upptäcktes variera i ljusstyrka av B. S. Whitney 1950 och klassificerades som en Cepheidvariabel eller RR Lyrae-stjärna. 1955 fann W. S. Fitch att ljuskurvan var variabel och upptäckte en variationsperiod på 0,716292 dygn, från vilken kan särskiljas en andra pulseringsperiod på 0,1428041 dygn. H. A. Abt fann att spektralklassen för denna stjärna varierade från A7–A9 III under maximal ljusstyrka till F1–F2 III vid minimum. Efter att H. J. Smith 1956 påpekat särskiljningsförmågan hos RR Lyrae-variabler med kort period har VZ Cancri grupperats under kategorin Delta Scuti-variabel.
Stjärnan ligger nära mitten av instabilitetsremsan. Dess båda pulseringsperioder är i den första och andra övertonen och verkar sakna ett fundamentalt läge, möjligen som ett resultat av heliumutarmning i den yttre atmosfären. År 1994 antydde en undersökning av fem decenniers data om VZ Cancri en variation i perioden för maximalt ljus med en cykellängd på 49,3 år. Detta kan vara resultatet av tidigare oupptäckta pulseringsfrekvenser.